# Trapstar Turnt Popstar
TrapStar Turnt PopStar è il secondo album in studio del rapper statunitense PnB Rock, pubblicato il 3 maggio 2019 dalla Atlantic Records.
È un doppio album e presenta collaborazioni con Lil Durk, XXXTentacion, Quavo e A Boogie wit da Hoodie, tra gli altri. L'album ha debuttato alla posizione numero quattro della US Billboard 200.

## Tracce
The TrapStar
1. Dreamin' – 2:38
2. I Need More – 2:59
3. Deez Streets (feat. Lil Durk) – 2:37
4. Go to Mars (feat. Tee Grizzley) – 2:31 – prodotto da SkipOnDaBeat
5. Penny Proud – 2:39
6. Middle Child – 2:31 – con XXXTentacion
7. Fuck Up the City (feat. Quavo e Mally Mall) – 3:36
8. Nowadays – 3:04
9. Now or Never 2.0 – 3:35

The PopStar
1. Swervin' (feat. Diplo) – 3:05
2. I Like Girls (feat. Lil Skies) – 2:31
3. All These Bandz (feat. Tory Lanez) – 3:04
4. Put You On (feat. A Boogie wit da Hoodie) – 2:59
5. Stage Fright – 3:31
6. Choosin – 3:16
7. My Ex – 2:50
8. ABCD (Friend Zone) – 2:44
9. How It Feels – 3:16

Tracce bonus della Deluxe Edition
1. T-Shirt (feat. Lil Wayne) – 3:14
2. Me & U – 2:55
3. Evolved (feat. Roddy Ricch) – 3:04
4. Take My Soul (feat. YoungBoy Never Broke Again) – 2:42
5. HMP – 3:03

## Successo commerciale
TrapStar Turnt PopStar ha debuttato alla posizione numero quattro della US Billboard 200 con 42.000 unità equivalenti all'album (incluse 2.000 vendite di album puri). È il primo album top 10 degli Stati Uniti per PnB Rock. L'album ha anche accumulato un totale di 45,73 milioni di ascolti nella sua settimana di debutto.